# Солнечный район
Со́лнечный райо́н — административно-территориальная единица (район) и муниципальное образование (муниципальный район) в Хабаровском крае Российской Федерации.
Административный центр — посёлок городского типа Солнечный.

## География
Солнечный район расположен в центральной части края на левом берегу Амура, в долинах рек Амгунь, Эвур и Горин. Район граничит на севере — с районом имени Полины Осипенко, на северо-востоке — с Ульчским, Комсомольским районами, на юге — с Амурским, Хабаровским, на северо-западе — с Верхнебуреинским районами.
По характеру рельефа территория района делится на три части: западную среднегорную, занятую Буреинским и Баджальским хребтами, восточную низкогорную, занятой хребтом Мяо-Чан и срединную равнинную, которая представлена Эворон-Чукчагирской низменностью.
Площадь района составляет 31 085,03 км².
Крупнейшие озёра района: Эворон, Амут.
Солнечный район приравнен к районам Крайнего Севера. Средняя температура в январе — −30°С, в июле — +18°С, среднегодовая сумма осадков 470—700 мм. Длительность безморозного периода составляет 100—130 дней, период с температурой выше +10°С 100—110 дней в году.

## История
Первое упоминание этих мест — «расспросные речи» Ивана Москвитина и Дмитрия Копылова, в которых говорится о племени шамагиров (самагиров), живущих на озере Эворон. Позднее Василий Поярков в своих «сказках» упоминает озеро Шамагиров и главный их улус Кондэ (Кондон), а затем и Ерофей Хабаров пишет «отписку» о направлении в страну шамагиров Степана Пояркова.
История изучения Солнечного района начинается уже в XIX веке.
В декабре 1851 года местность исследовал мичман Н. М. Чихачёв, участник Амурской экспедиции. На следующий год до истока реки Горюн (Горин) прошёл Н. К. Бошняк.
В 1854 году Императорская Академия наук отправила на Амур экспедицию академика А. И. Шренка, побывавшего на Горюне и Эвороне и встретившего здесь несколько селений гольдов и самагиров.
В 1855 году здесь работают уже две экспедиции: натуралиста Р. К. Маака и ботаника К. И. Максимовича.
В 1859-62 годах проведено описание горных пород по берегам Амура. В 1863 году изыскания в Приамурье проводит горный инженер И. А. Лопатин.
В 1854—1920 годах территория Солнечного района входила в состав Удского, Софийского (с 1858 года), Хабаровского округов Приамурской области, а с 1896 года в Нижнетамбовскую волость Хабаровского уезда Приамурского края.
В 1916 году П. А. Казанский прошел геологическим маршрутом от села Пермского (ныне город Комсомольск-на-Амуре) до реки Горин. В 1931 году этот маршрут был повторен Е. В. Павловским и И. А. Ефремовым.
В феврале 1918 год в селении Кондон был создан туземный Совет Нижне-Тамбовской волости Дальневосточного края, в составе которого находилось 80 % современной территории Солнечного района. Председателем был избран учитель В. Агеев.
Осенью 1918 года в Кондоне появилась партизанская база, чьи участники ушли в поход на Николаевск вместе с Яковом Тряпицыным.
В 1920 году Тимофей Самар по прозвищу «Красный» создал Горюно-Самгирский ревком в Кондоне, откуда в 1920—1922 годах началось освобождение Нижнего Амура от японских интервентов.
В январе 1956 года была создана Комсомольская экспедиция для энергичных поисковых и разведочных работ на территории открытого рудного района. В 1956 году на основании решения № 37 Хабаровского крайисполкома Солнечный сельский Совет депутатов трудящихся Комсомольского района был преобразован в Солнечный поселковый Совет депутатов трудящихся Комсомольского района. В то время это был нынешний посёлок Горный. В 1964 году название Солнечный присвоили второму, более крупному посёлку оловодобытчиков.
В те годы это была территория Комсомольского района. Но бурное освоение богатейшего в России оловорудного комплекса (недалеко от Солнечного были открыты также месторождения оловоносных руд — Фестивальный, Перевальный, Лунный, Снежный, Придорожный и другие), стремительный рост горняцкого посёлка и строительство Байкало-Амурской магистрали продиктовали государству необходимость выделить эту территорию в самостоятельный район.
Солнечный район образован 23 марта 1977 года Указом Президиума Верховного Совета РСФСР «Об образовании Солнечного района с центром в посёлке городского типа Солнечном».

## Население
| 1979    | 1989    | 1992    | 2000    | 2002    | 2004    | 2008    |
| ------- | ------- | ------- | ------- | ------- | ------- | ------- |
| 37 983  | ↗46 772 | ↗46 900 | ↘39 400 | ↘36 006 | ↗36 048 | ↘35 900 |
| 2009    | 2010    | 2011    | 2012    | 2013    | 2014    | 2015    |
| ↗35 912 | ↘33 701 | ↘33 625 | ↘33 001 | ↘32 484 | ↘31 638 | ↘31 238 |
| 2016    | 2017    | 2018    | 2019    | 2020    | 2021    | 2023    |
| ↘30 809 | ↘30 447 | ↘29 930 | ↘29 300 | ↗29 348 | ↘27 491 | ↘27 089 |
| 2024    | 2025    |         |         |         |         |         |
| ↘26 843 | ↘26 692 |         |         |         |         |         |

### Урбанизация
В городских условиях (рабочий посёлок Солнечный) проживают 45,41 % населения района.

### Национальный состав
В районе проживают коренные и малочисленные народности: нанайцы, орочи, эвены, нивхи, чукчи, негидальцы.

## Муниципально-территориальное устройство
В Солнечный муниципальный район входят 11 муниципальных образований нижнего уровня, в том числе 1 городское и 10 сельских поселений:
| №        | Муниципальное образование | Административный центр    | Количество населённых пунктов | Население | Площадь, км² |
| -------- | ------------------------- | ------------------------- | ----------------------------- | --------- | ------------ |
| 1e-06    | Городское поселение:      |                           |                               |           |              |
| 1        | Рабочий посёлок Солнечный | рабочий посёлок Солнечный | 2                             | ↘12 196   | 101,45       |
| 1.000002 | Сельское поселение:       |                           |                               |           |              |
| 2        | Посёлок Амгунь            | посёлок Амгунь            | 1                             | ↗393      | 14,35        |
| 3        | Берёзовское               | посёлок Берёзовый         | 2                             | ↘4773     | 48,90        |
| 4        | Посёлок Горин             | посёлок Горин             | 1                             | ↘3209     | 27,34        |
| 5        | Горненское                | посёлок Горный            | 1                             | ↘1134     | 17,64        |
| 6        | Посёлок Джамку            | посёлок Джамку            | 1                             | ↘530      | 6,07         |
| 7        | Дукинское                 | посёлок Дуки              | 2                             | ↘1226     | 105,09       |
| 8        | Село Кондон               | село Кондон               | 1                             | ↘515      | 9585,46      |
| 9        | Харпичанское              | посёлок Харпичан          | 2                             | ↘545      | 25,36        |
| 10       | Хурмулинское              | посёлок Хурмули           | 4                             | ↘1905     | 71,82        |
| 11       | Село Эворон               | село Эворон               | 1                             | ↘823      | 34,41        |

1 мая 2018 года в Горненское сельское поселение было преобразовано городское поселение.

### Населённые пункты
В Солнечном районе 18 населённых пунктов, в том числе 1 городской (рабочий посёлок) и 17 сельских.
| №  | Населённый пункт       | Тип             | Население | Муниципальное образование       |
| -- | ---------------------- | --------------- | --------- | ------------------------------- |
| 1  | Амгунь                 | посёлок         | ↗393      | Посёлок Амгунь                  |
| 2  | Берёзовый              | посёлок         | ↘4442     | Берёзовское сельское поселение  |
| 3  | Болен                  | село            | ↘25       | Дукинское сельское поселение    |
| 4  | Горин                  | посёлок         | ↘3209     | Посёлок Горин                   |
| 5  | Горный                 | посёлок         | ↘1134     | Горненское сельское поселение   |
| 6  | Джамку                 | посёлок         | ↘530      | Посёлок Джамку                  |
| 7  | Домостроительный Завод | посёлок         | ↘242      | Хурмулинское сельское поселение |
| 8  | Дуки                   | посёлок         | ↘1201     | Дукинское сельское поселение    |
| 9  | Кондон                 | село            | ↘515      | Село Кондон                     |
| 10 | Лиан                   | посёлок         | ↘2        | Хурмулинское сельское поселение |
| 11 | Мавринск               | село            | →0        | Хурмулинское сельское поселение |
| 12 | Сельхоз                | посёлок         | ↘37       | Харпичанское сельское поселение |
| 13 | Солнечный              | рабочий посёлок | ↘12 122   | Рабочий посёлок Солнечный       |
| 14 | Тавлинка               | село            | ↗331      | Берёзовское сельское поселение  |
| 15 | Хальгасо               | посёлок         | ↗171      | Рабочий посёлок Солнечный       |
| 16 | Харпичан               | посёлок         | ↘508      | Харпичанское сельское поселение |
| 17 | Хурмули                | посёлок         | ↘1661     | Хурмулинское сельское поселение |
| 18 | Эворон                 | село            | ↘823      | Село Эворон                     |

1 мая 2018 года рабочий посёлок Горный был переведён в категорию сельских населённых пунктов как посёлок.

### Упразднённые населённые пункты
- в 2000 году — поселок Снежный и метеостанция Верхнегоринская[33].
- в 2012 году — посёлок Фестивальный[34],
- в 2016 году — метеостанция Дуки[35].

## Экономика
Лесная отрасль Солнечного района является ведущей отраслью экономики. Другой значимой отраслью района является горнодобывающая. Здесь находятся оловодобывающие предприятия ООО «Правоурмийское», которое разрабатывает Правоурмийское месторождение и ОАО «Оловянная рудная компания», разрабатывающее месторождения «Фестивальное» и «Перевальное».
Об итогах социально-экономического развития на странице 2 газеты "Солнечный меридиан": https://todaykhv.ru/upload/iblock/ced/h6ybb2cr0b1uxm51v17rqr0wpjbthop9/Gazeta-13-ot-1-aprelya-2025.pdf

## Туризм
Рядом с посёлками Солнечный и Горный на горе Холдоми (высота 853 м), возведён горнолыжный комплекс «Холдоми». Неподалёку — горнолыжная база «Амут». Озеро Амут признано одним из чудес Хабаровского края.
В 2019 году начал принимать гостей глэмпинг «Эвен», недалеко от озера Амут.

## Галерея

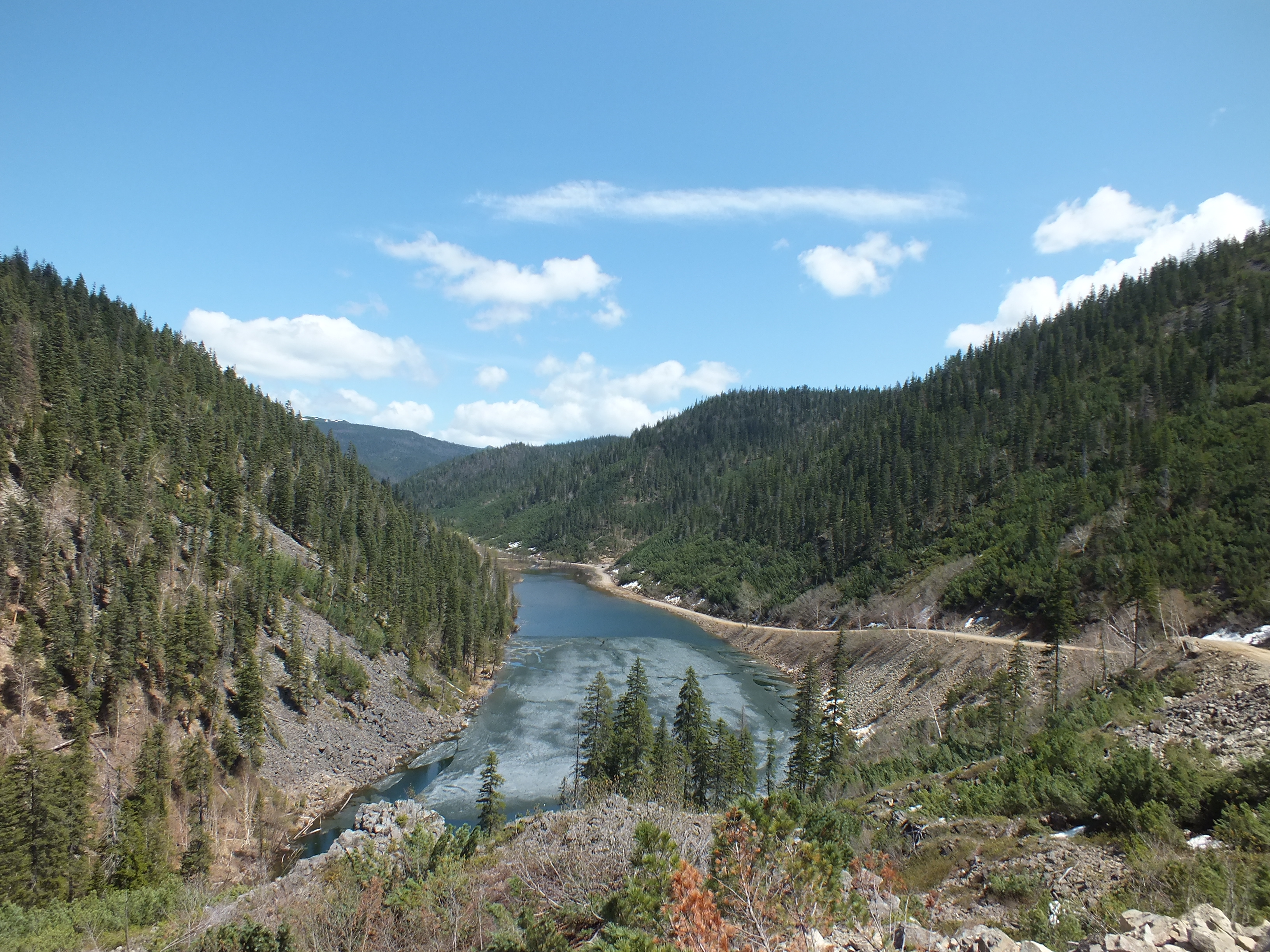
Озеро Амут на хребте Мяо-Чан.